# Adobe Shockwave
Adobe Shockwave (до приобретения Macromedia компанией Adobe был известен как Macromedia Shockwave) — мультимедийная платформа, состоящая из интегрируемого проигрывателя Shockwave Player и средства создания shockwave-контента Adobe Director.
Предназначена для расширения возможностей традиционных веб-браузеров в области представления информации и взаимодействия с пользователем.
Основные применения: трёхмерная векторная анимация, интерактивные веб-приложения, проигрывание видеороликов, игры. Применяется в виде плагина к браузерам Internet Explorer, Google Chrome, Mozilla Firefox, Safari, Opera, Netscape, Netscape-совместимым и пр.
По информации компании Adobe, Shockwave Player установлен (состояние на конец 2008 г) на более чем 450 миллионах компьютеров по всему миру.
Довольно часто происходит смешение понятий Shockwave и Adobe Flash, хотя, на самом деле, это проигрыватели с разной функциональностью:

«И Flash, и Shockwave являются мультимедиа-проигрывателями. Они могут дать Вам расширенные и предсказуемые новые возможности для различных браузеров, версий и платформ. (иногда Вы могли бы услышать, что кто-то обратился к „Shockwave Flash“, но фактически — это два разных мультимедиа-проигрывателя).

У Shockwave более продвинутый, чем у Flash, проигрыватель. Благодаря этому становятся доступны такие технологии, как многопользовательский чат, синтаксический анализ XML, HTML-манипуляции, обширный и быстрый язык сценариев, удалённый поиск файла, программируемый контроль векторных форм, растровые манипуляции. Всё это поможет создать много удивительных вещей, которые не могут делать браузеры сами по себе. Хотя Shockwave-файлы также потоковые, но, в отличие от Flash, они не стартуют немедленно». — из статьи «Каково различие между Shockwave и Flash?» (англ.) с сайта Adobe
9 апреля 2019 года компания Adobe закрыла платформу Shockwave. Теперь ссылки, которые вели на страницу загрузки Shockwave Player, ведут на страницу со статьей «End of Life of Adobe Shockwave».

## Формат
Формат файла Shockwave — .DCR (хотя такое же расширение используют и файлы изображений Kodak, а также ресурсные файлы, содержащие графику для компонентов Delphi). Непосредственно сам файл может быть открыт и просмотрен программой dirOpener.
Для создания Shockwave-файлов используется специализированное приложение — Adobe Director.
Экспорт создаваемых интерактивных изображений в формат DCR могут производить и некоторые другие программы (в частности — 3D Studio MAX).
ShockWave 3D — это векторный формат трехмерных интерактивных панорам. W3D-файл — это файл экспорта сцен Shockwave 3D.

## Преимущества и недостатки
- Технология Shockwave изначально разрабатывалась для использования в сети Internet, и это её огромный плюс, но у неё есть и свои ограничения. В версии для сети не работают некоторые полезные функции мыши, отсутствует печать из самого проекта, не работают функции API. Поэтому можете забыть про использование этих функций при использовании проекта онлайн.
- В Adobe Director можно импортировать MP3-файлы, но упаковать проект для работы в Интернет невозможно, их нужно конвертировать в формат ShockWave Audio.

## Альтернативы
Для трёхмерных онлайн-моделей альтернативой Shockwave является технология ViewPoint (поддерживает лайтмап, световые эффекты, текстуры и бамп, анимацию, морфинг-анимацию, также работает с Adobe Flash) — понятнее в изучении (нет надобности в скриптах, удобный интерфейс), быстрая загрузка в любом браузере.
Альтернативой является также технология создания трёхмерных веб-изображений Cult3D, шведской фирмы Cycore Computers. Технология Cult3D не требует дополнительного аппаратного обеспечения (наподобие 3D-акселераторов), а является полностью программной. Она работает на различных компьютерных платформах: Windows, Mac OS, BeOS, Linux.